# Slaget ved Manzikert
Slaget ved Manzikert stod den 26. august 1071 mellem Det Østromerske Rige og seldsjukkerne ved byen Manzikert (nu Malazgirt), nord for Tyrkiets største sø Vansøen i den sydøstlige del af landet.

## Baggrund
Manzikert var et vigtig handelscentrum i kongeriget Armenien og senere i Det Østromerske Rige.
I 1054 prøvede seldsjukkiske tyrkere fra Centralasien at erobre byen, men de blev stoppet af Basil Apocapes, en byzantisk general af armensk-georgisk oprindelse.

## Styrker
Slaget ved Manzikert blev udkæmpet lige uden for byen i august 1071. Den byzantinske hær var på 40.000 og 60.000 mand, hvoraf alle muligvis ikke deltog i slaget. Seldsjukkernes hær var noget svagere.
I Byzants hær var der mange fremmede lejesoldater: arabere, petsenegere, georgiere, abkhasere, khazarer, alanere, kumaner og armenere og omkring 500 frankere og normannere under ledelse af Roussel de Bailleul (også kendt som Roussel Phrangopolos, Roussel "franker-sønnen").
Der var modsætninger i den byzantinske overkommando om felttogets strategi og taktik. Den havde kun foretaget en mangelfuld rekognoscering. De 400 frankiske (det vil sige franske og normanniske) lejesoldater under Roussel Phrangopolos nægtede at tage del i kamphandlingerne og de kumanske og petsjenegiske lejesoldater var aftenen før gået over til fjenden. Og medkejser Andronikos Doukas' forræderi udløste panik i den byzantinske hær. Andronikos Dukas kommanderede de byzantinske reserver.

## Slaget
Morgenen før slaget startede samlede den seldsjukkiske sultan Alp Arslan sin hær. Han trådte frem for soldaterne iført en hvid dragt, som ledte tankerne hen på et ligklæde, og holdt en opildende tale. Derved fortalte han sin hær, at han selv var villig til at sætte livet på spil. Det indgød mod i soldaterne. Romanos var ikke klar over, at han havde mistet dele af sine styrker, og han rykkede ind i Manzikert; seljukkerne svarede med heftige angreb med bueskytter. Dagen efter opdagede afdelinger af de byzantinske styrker den seldsjukkiske hær og blev tvunget til at retirere til Manzikert. Den armenske general Basilakes blev sendt ud med kavaleri, eftersom Romanos ikke troede, at det var Alp Arslans samlede hær. Kavaleriet blev knust, og Basilakes blev taget til fange. Romanos satte sine styrker i formation og sendte sin venstre flanke under Bryennios, som blev næsten omringet af de hurtigt fremrykkende tyrkere og måtte trække sig tilbage igen. De seldsjukkiske styrker gemte sig i højdedragene om natten, så Romanos ikke kunne gå til modangreb.

## Udfaldet
Byzantinerne led til sidst et knusende nederlag, og Alp Arslan tog kejser Romanos IV Diogenes til fange.

## Følger
Nederlaget førte til en omfattende religiøs og etnisk omvæltning i Anatolien som følge af, at de muslimske seldsjukker vandt kontrollen over det meste af området. De oprettede Rumsultanatet, forløberen til Det osmanniske rige.
For Byzants var tabet af Anatolien et ødelæggende nederlag, da landskabet udgjorde den rigeste og tættest befolkede del af riget. Ude af stand til at generobre de tabte landområder så kejser Alexios I Komnenos sig nødsaget til at bede om hjælp fra Vesten. Pave Urban II svarede med at opfordre kristne til at befri det hellige land fra muslimsk styre, en opfordring som førte til korstogene, og hvor Byzants tilbageerobrede de rige kystområder tilbage, men hvor det indre østlige dele af Anatolien blev tabt.